# Sonny Carter
Manley Lanier „Sonny“ Carter, Jr. (* 15. August 1947 in Macon, Georgia, USA; †  5. April 1991 in Brunswick, Georgia, USA) war ein US-amerikanischer Astronaut. Er kam beim Absturz eines Flugzeugs der Atlantic Southeast Airlines beim Landeanflug in Brunswick (Georgia) ums Leben. Es handelte sich um einen Dienstflug für die NASA. Nach seinem Tod wurde die Sonny Carter Training Facility nach ihm benannt, eine Unterwassertrainingsanlage für Astronauten, an deren Entwicklung er beteiligt war.

## Ausbildung
Carter erhielt von der Emory University in Georgia 1969 einen Bachelor in Chemie und wurde 1973  in Medizin promoviert. Von 1970 bis 1973 war er Profifußballer für die Atlanta Chiefs in der NASL.
Sein medizinisches Praktikum absolvierte Carter am Grady Memorial Hospital in Atlanta. Im Juli 1974 ging er zur U.S. Navy und besuchte die Fliegerärzteschule der Naval Air Station Pensacola. Nach seinem Einsatz als Fliegerarzt wurde er im April 1978 in Beeville (Texas) zum Marineflieger ausgebildet. Im September 1982 durfte er die Navy Fighter Weapons School (TOPGUN) besuchen. Im Juni 1984 erhielt er seinen Abschluss als Testpilot von der Naval Test Pilot School.

## Astronautentätigkeit
Im Mai 1984 wurde er von der NASA als Astronautenanwärter ausgewählt. Nach seiner Ausbildung zum Missionsspezialisten wurde er im Astronautenbüro für den Bereich der Außenbordeinsätze eingesetzt. Zum Zeitpunkt seines Todes war er als Missionsspezialist für die Mission STS-42 nominiert. 

### STS-61-I
STS-61-I war eine Challenger-Mission, die nach der Challenger-Katastrophe abgesagt wurde. Diese Shuttle-Mission war für den 27. September 1986 vorgesehen. Als Besatzung waren Donald Williams, Michael Smith (kam bei der Challenger-Katastrophe ums Leben), James Bagian, Bonnie Jeanne Dunbar, Manley Lanier Carter sowie der Nutzlastspezialist Nagapathi Bhat (Indien) und ein US-Journalist eingeplant.

### STS-33
Carter startete am 22. November 1989 mit der Raumfähre Discovery zu seinem ersten Flug ins All. Während des Fluges wurde ein Satellit des Verteidigungsministeriums ausgesetzt. Nach 79 Orbits kehrte die Discovery am 27. November zur Edwards Air Force Base zurück.

## Privates
Manley Carter hinterließ seine Frau Dana und zwei Töchter.